# Ручьи (Сахалинская область)
Ручьи́ — село в городском округе «Долинский» Сахалинской области России.

## География
Село находится на берегу реки Лебяжья, на расстоянии 9 км от города Долинск, административного центра городского округа.

## История
До 1945 года населённый пункт принадлежал японскому губернаторству Карафуто и назывался Яманака (яп. 山中). После передачи Южного Сахалина СССР село 15 октября 1947 года переименовано по своему положению между четырёх ручьёв, впадающих Лебяжью (предлагался также вариант Светлое и Емельяновка). До 2004 года населённый пункт носил статус посёлка.

## Население
| 1925 | 1935 | 2002 | 2010 | 2013 | 2021 |
| ---- | ---- | ---- | ---- | ---- | ---- |
| 317  | ↘243 | ↘57  | ↘36  | ↘32  | ↘0   |

### Половой состав
Согласно результатам переписи 2002 года, в посёлке проживало 57 человек (31 мужчина, 26 женщин). 

### Национальный состав
Согласно результатам переписи 2002 года, в национальной структуре населения татары составляли 77 % из 57 чел.